# Pentaschistis triseta
Pentaschistis triseta är en gräsart som först beskrevs av Carl Peter Thunberg, och fick sitt nu gällande namn av Otto Stapf. Pentaschistis triseta ingår i släktet Pentaschistis och familjen gräs. Inga underarter finns listade i Catalogue of Life.